# Finsko na Zimních olympijských hrách 1936
Finsko na Zimních olympijských hrách 1936 v Garmisch-Partenkirchenu reprezentovalo 23 mužů. Nejmladším účastníkem byl Antero Ojala (19 let, 63 dní), nejstarší pak Marcus Nikkanen (32 let, 14 dní). Reprezentanti vybojovali 6 medailí, z toho 1 zlatou, 2 stříbrné a 3 bronzové.

## Medailisté
| Medaile | Jméno                                                   | Sport          | Disciplína               |
| ------- | ------------------------------------------------------- | -------------- | ------------------------ |
| Zlato   | Kalle Jalkanen Klaes Karppinen Matti Lähde Sulo Nurmela | Běh na lyžích  | Muži štafeta - 4 x 10 km |
| Stříbro | Birger Wasenius                                         | Rychlobruslení | Muži 5000 m              |
| Stříbro | Birger Wasenius                                         | Rychlobruslení | Muži 10000 m             |
| Bronz   | Pekka Niemi                                             | Běh na lyžích  | Muži 18 km               |
| Bronz   | Birger Wasenius                                         | Rychlobruslení | Muži 1500 m              |
| Bronz   | Antero Ojala                                            | Rychlobruslení | Muži 5000 m              |